# Luis Casas Alonso
Luis Casas Alonso (Reus, 29 d'octubre de 1953) va ser un ciclista català, que només fou professional entre 1979 i 1980. L'única victòria com a professional fou en una etapa a la Setmana Catalana amb final a Manresa.

## Palmarès
- 1979
  - Vencedor d'una etapa a la Setmana Catalana

### Resultats a la Volta a Espanya
- 1980. Fora de control (13a etapa)